# Pintor de Náucratis
El Pintor de Naucratis fue un pintor laconio de vasos, activo en el segundo cuarto del siglo VI a. C.

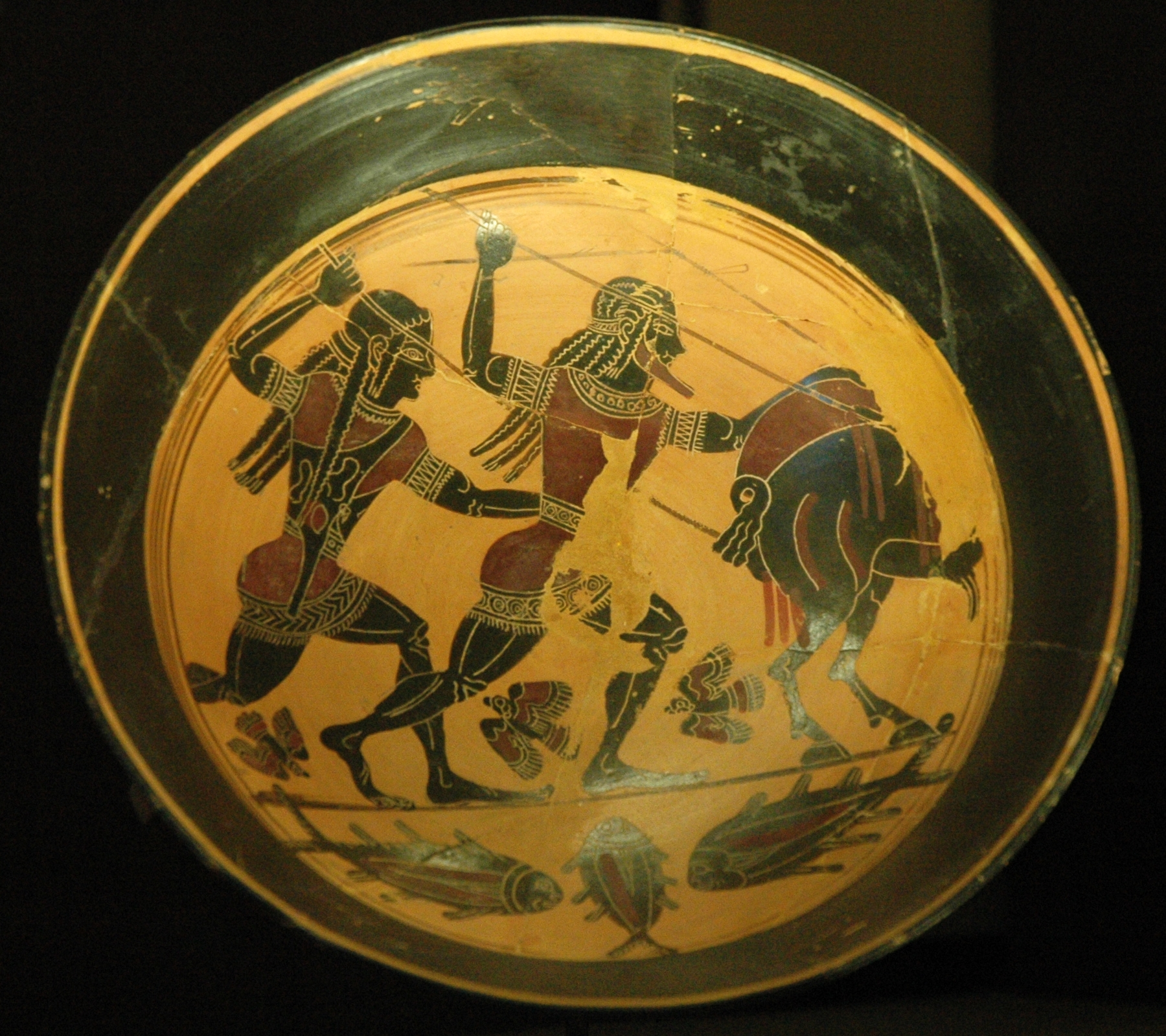
La caza del jabalí de Calidón. Tondo de una copa laconia de figuras negras del Pintor de Náucratis, h. 555 a. C.

El Pintor de Náucratis fue reconocido en 1972 por Conrad M. Stibbe durante una revisión fundamental del material laconio conocido. Se le atribuyeron 116 vasos. Es uno de los principales pintores del estilo laconio junto con el Pintor de Arcesilao, el Pintor del jinete, el Pintor de las Boréadas y el Pintor de la caza. Junto con el Pintor de Boréades, formó la primera generación de pintura laconia en jarrón y probablemente dirigió el primer taller, en el que trabajaron otros artesanos junto a él, que se adscriben a su círculo artístico. Recibió su nombre convenido por un cuenco encontrado en Náucratis. Decoró no solo cuencos sino también ánforas y las formas laconias lácainas y cráteras de volutas. Es probable que el Pintor de Náucratis fuera también alfarero, lo que sugiere peculiaridades en la forma de las imágenes del pintor. Dos fragmentos encontrados en el santuario de Deméter en Cirene demuestran que sabía escribir. Esto lo convierte en el único pintor laconio conocido, aparte del Pintor de la caza, que usaba epígrafes. El diseño de la iota, que fue ejecutado en tres trazos, sugiere que el artista no provenía de Laconia.
Tanto en los tondos como en el exterior de los cuencos, el Pintor Náucratis mostró frisos de animales influenciados principalmente por la pintura de vasos corintios, que en su primer período creativo eran de forma fuerte y estaban decorados principalmente con pintura púrpura opaca. En su último período, el uso de colores permitió que los animales se adelgazaran. También en los motivos hay un desarrollo desde los animales, a las criaturas mixtas, boréadas, gorgonas y esfinges, e incluso a los humanos. Su primera escena cronológica, que era solo un tema humano, fue una escena de simposio banquete. Más tarde también incluyó escenas de lucha.

## Literatura
- Stibbe, Conrad M. (1972). Lakonische Vasenmaler des sechsten Jahrhunderts v. Chr. (en alemán). Ámsterdam. ISBN 0-7204-8020-5.
- Boardaman, John (1998). Early Greek Vase Painting. 11th – 6th Century BC. A Handbook. World of Art (en inglés). Londres: Thames and Hudson. pp. 187–188. ISBN 0-500-20309-1.
- Mannack, Thomas (2002). Griechische Vasenmalerei. Eine Einführung (en alemán). Stuttgart: Theiss. pp. 126-127. ISBN 3-8062-1743-2.
- Stibbe, Conrad M. (2004). Lakonische Vasenmaler des sechsten Jahrhunderts v. Chr. Supplement (en alemán). Maguncia. pp. 9-30. ISBN 3-8053-3279-3.